# O. Mustad & Søn AS

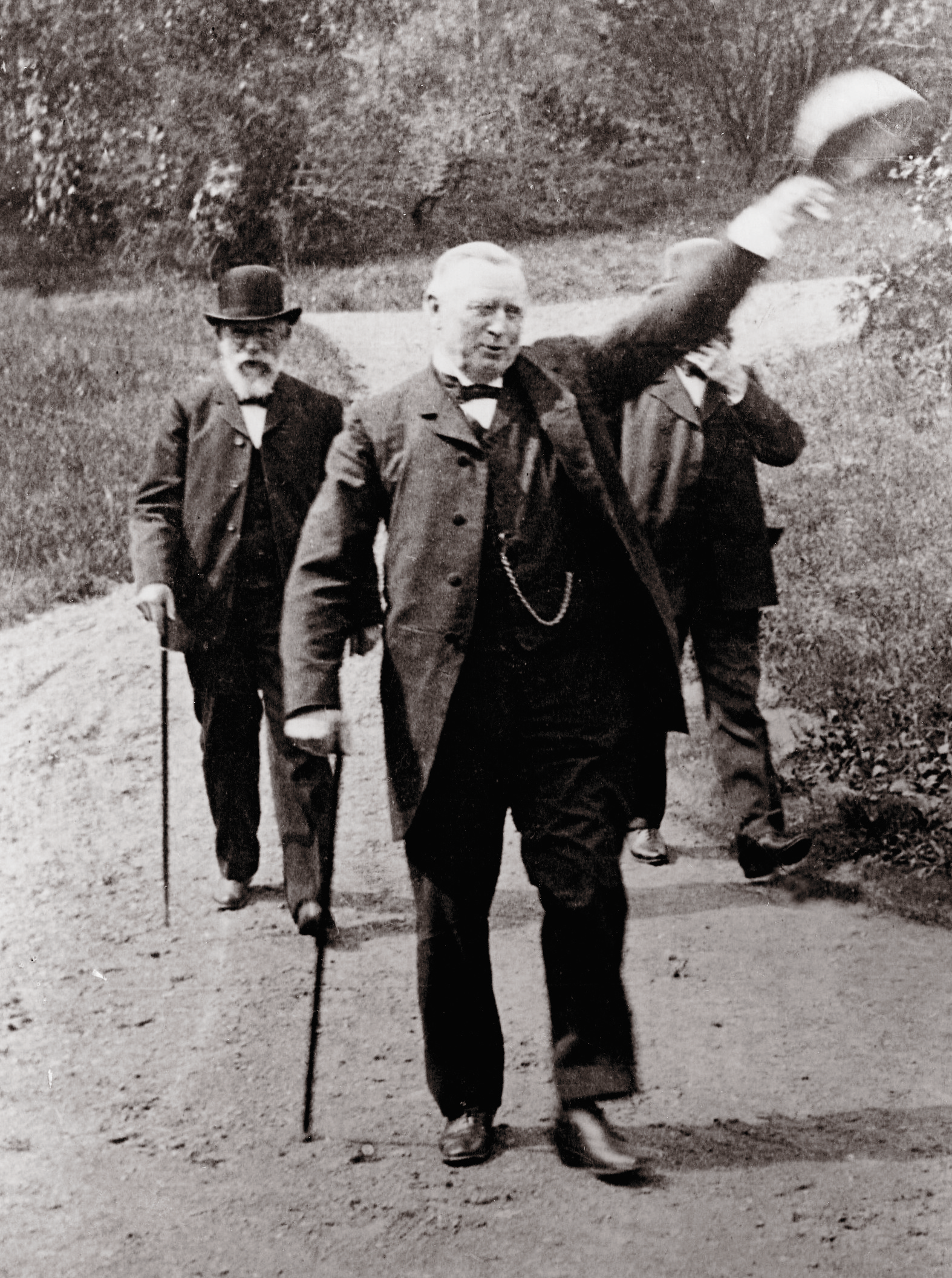
Hans Mustad, 1910

O. Mustad & Søn AS är ett norskt företag, som grundades 1832 av Hans Skikkelstad (1789-1843) som "Brusveen Spiger- og Staaltraadfabrikk" utanför Gjøvik i Norge. Bolaget fick namnet O. Mustad och senare O. Mustad & Søn AS efter Ole Mustad (1810-1884) och dennes son Hans Mustad (1837-1918).
År 1905 blev Hans Mustads fem söner delägare i företaget, som vid Hans Mustads död 1918 var Norges största industriföretag med över 2.000 anställda enbart i Norge.
Företagsgruppen delades i slutet av 1900-talet i tre delar, ägda av olika grenar av familjen Mustad.

## Expansion
Åren 1875–1890 byggdes, förutom de utbyggda anläggningarna i Gjøvik, ett antal fabriker i Lilleaker i dåvarande Kristiania. År 1876 etablerades en spikfabrik för tillverkning av framför allt spikar och hästskosöm. Andra fabriker uppfördes för margarin (1889), kaminer (1889), yxor, skruvar och andra järnprodukter. Industritomten i Lilleaker övertogs från "Nitroglycerin Compagniet", som  föröddes av en större explosion 1874. 
Inom O. Mustad & Søn utvecklades i slutet av 1800-talet avancerade maskiner för automatisk produktion av hästskosöm och Mustad utvecklades mot sekelskiftet till ett konglomerat och Norges största exportföretag. Det hade tillverkande dotterföretag av framför allt hästskosöm och fiskekrokar över hela världen, framför allt i Östeuropa. År 1884 köptes Kjelsås Bruk i Kristiania. År 1886 byggdes den första utländska fabriken i Loimijoki i Finland och 1891 en i Duclair i Frankrike. År 1898 övertogs Katrineholms bruk i Dals Långed i Sverige. Hästskosömtillverkningen i Lilleaker lades ned 1905, samtidigt som Mustad utvecklades som världens största tillverkare av hästskosöm, med tillverkning i ett stort antal länder.
Under perioden 1890–1930 skedde det en stor expansion med uppköp samt etablering av fler än 300 företag i ett antal europeiska länder. Den största tillverkningen var av hästskosöm, men det tillverkades också stora mängder av fiskekrokar och skruvar. Mängden av tillverkande dotterföretag föranleddes av de skyddstullar, som vid denna tid infördes i de flesta länderna i världen, samt att få ned transportkostnader genom lokal produktion. Mustad var det första industriföretaget i Norge som byggde upp tillverkningskapacitet utomlands.

## Dotterföretag i Sverige
År 1898 köptes Kristineholms bruk (nuvarande Mustadfors bruk i Dals Långed i Dalsland, som blev en stor tillverkare av hästskosöm. 
År 1904 etablerades dotterföretaget AB O. Mustad & Son i Göteborg, som bland annat ägde den samma år grundade margarinfabriken Mustads margarinfabrik i Mölndal.
År 1912 övertog AB O. Mustad & Son brittiska "United Horse Shoe and Nail Co":s hästskosömsfabrik i Örgryte i Göteborg och omkring 1920 tog Mustad över AB Göteborgs Bult & Nagelfabrik i Lundby i Göteborg. År 1915 köptes hästskosömtillverkaren Bäckefors bruk i Dalsland, vars verksamhet lades ned 1918.
År 1961 blev det göteborgska företaget fristående och tog 1963 namnet Joh. Mustad AB. Företaget ägde då bland annat Göteborgs Bult & Nagelfabriks AB, vilket såldes 1983 till Bulten AB. Namnet har senare ändrats tillbaka till AB O. Mustad & Son och ägs av Halfdan Mustad via Halfdan AS i Norge.

## Uppdelning av Mustadkoncernen
Efter en omorganisation 1986 drevs företagsgruppen som en koncern med moderbolaget Mustad A/S samt dotterbolagen O. Mustad & Søn i Gjøvik (framför allt fiskekrokar), Mustad Industrier i Oslo (livsmedel och järnvaror) och Mustad Eiendomsutvikling i Oslo. År 1997 avskiljdes dotterbolagen som självständiga bolag med ägarskap av var sin del av familjen Mustad: 
- Mustad Hoofcare. Hästskosömtillverkningen ligger i Mustad Hoofcare med sju fabriker i olika länder, med huvudfabriker för hästskor i Friesland i Nederländerna och för hästsöm i Mustadsfors bruk i Sverige. Dess logistikcentral ligger i Lelystad i Nederländerna.

- Mustad Eiendom. Företagets huvudanläggning i Lilleaker i västra Oslo vid gränsen till Bærum har omvandlats av Mustad Eiendom. Där etablerades bland annat köpcentret CC Vest 1989. Margarintillverkningen, under senare år inom General Mills,  lades ned 1996.

- O. Mustad & Søn. Inom O. Mustad & Søn finns tillverkning av fiskekrokar kvar i Gjøvik, men produktionen sker huvudsakligen i lågkostnadsländer. Företaget såldes 2011 till en norsk investeringsfond och ägs sedan 2017 av norska investeringsbolagen Ard Group AS och Verdane.[1]